# 織田常寛
織田 常寛（おだ つねとお/つねひろ/じょうかん）は、戦国時代の武将。通称は弾正左衛門。官職は丹波守。於田井城主。

## 略歴
織田久長の子として誕生。尾張下四郡の守護代「織田大和守家」清洲城主・織田敏定の弟といわれる。
清洲三奉行の一つ、織田藤左衛門家当主。兄とされる敏定が尾張守護所清洲城の支城として小田井城を築き城主となり、後に本拠を清洲城に移したため、その城主となる。
織田丹波守久孝と同一人物とされ、初め「久孝（ひさたか）」と名乗り、尾張国守護・斯波義寛の一字「寛」の偏諱を受け「常寛」と改めた推定とされる。また織田氏には「常」の字を持った法名を名乗る人物が多いことから、「常寛（じょうかん）」という名の法号であるとも考えられる。
永正3年（1506年）9月22日、死去。戒名は東雲寺殿開巌化元居士。墓所は愛知県名古屋市西区中小田井の臨済宗妙心寺派龍光山東雲寺（津田氏菩提寺）に墓碑が存在するが、触ると「おこり」があると言い伝えられている。